# ОШ „Никола Тесла” Голобок
ОШ „Никола Тесла” Голобок, насељеном месту на територији општине Смедеревска Паланка, основана је 1995. године, Одлуком Владе Републике Србије.
Школа обавља своју делатност у две зграде, монтажној и старој згради у Голобоку од 1959. године када је и добила данашњи назив.